# Oliver Batista Meier
Oliver Batista Meier (Kaiserslautern, 16 februari 2001) is een Duits voetballer van Braziliaanse afkomst die als aanvaller voor SC Verl speelt.

## Carrière
Oliver Batista Meier speelde in de jeugd van SV Wiesenthalerhof, 1. FC Kaiserslautern en FC Bayern München. Hier debuteerde hij op 17 juli 2018 in het tweede elftal van Bayern in de Regionalliga Bayern, in de met 0-2 gewonnen uitwedstrijd tegen het tweede elftal van FC Ingolstadt 04. In het seizoen 2019/20 werd hij een vaste waarde in het naar de 3. Liga gepromoveerde Bayern II. In dit seizoen zat hij ook regelmatig op de bank in het eerste elftal van Bayern. Hij debuteerde in de Bundesliga op 30 mei 2020, in de met 5-0 gewonnen thuiswedstrijd tegen Fortuna Düsseldorf. Hij kwam in de 78e minuut in het veld voor Serge Gnabry.
In het seizoen 2020/21 wordt hij verhuurd aan sc Heerenveen. Hij debuteerde in de Eredivisie op 12 september 2020, in de met 2-0 gewonnen thuiswedstrijd tegen Willem II. In zijn tweede wedstrijd, die met 1-3 werd gewonnen bij Fortuna Sittard, maakte hij zijn eerste en enige doelpunt voor Heerenveen. In het begin van het seizoen was hij een vaste waarde, maar in de tweede seizoenshelft speelde hij slechts tweemaal.
Na het einde van zijn verhuurperiode keerde hij terug bij het tweede elftal van Bayern. Hier scoorde hij regelmatig en leverde hij ook veel assists. Zodoende werd hij in de winterstop van het seizoen 2021/22 gekocht door 2. Bundesligaclub Dynamo Dresden. Deze club maakte een vrije val in de ranglijst en won geen enkele keer in de periode dat Batista Meier er speelde. Uiteindelijk degradeerde de club na een play-off tegen 1. FC Kaiserslautern naar de 3. Liga. Het seizoen erna speelde hij nauwelijks in de 3. Liga. Hij kwam slechts tot vier invalbeurten. Zodoende werd hij in de winterstop verhuurd aan competitiegenoot SC Verl.

### Statistieken
| Seizoen                     | Club                 | Land           | Competitie        | Competitie | Competitie | Beker | Beker | Overig | Overig | Totaal | Totaal |
| Seizoen                     | Club                 | Land           | Competitie        | Wed.       | Dlp.       | Wed.  | Dlp.  | Wed.   | Dlp.   | Wed.   | Dlp.   |
| --------------------------- | -------------------- | -------------- | ----------------- | ---------- | ---------- | ----- | ----- | ------ | ------ | ------ | ------ |
| 2018/19                     | FC Bayern München II | Duitsland      | Regionalliga Bay. | 1          | 0          | –     | –     | –      | –      | 1      | 0      |
| 2019/20                     | FC Bayern München II | Duitsland      | 3. Liga           | 18         | 4          | –     | –     | –      | –      | 18     | 4      |
| 2019/20                     | FC Bayern München    | Duitsland      | Bundesliga        | 1          | 0          | 0     | 0     | –      | –      | 1      | 0      |
| 2020/21                     | → sc Heerenveen      | Nederland      | Eredivisie        | 15         | 1          | 0     | 0     | –      | –      | 15     | 1      |
| 2021/22                     | FC Bayern München II | Duitsland      | Regionalliga Bay. | 24         | 12         | –     | –     | –      | –      | 24     | 12     |
| 2021/22                     | Dynamo Dresden       | Duitsland      | 2. Bundesliga     | 13         | 0          | 0     | 0     | 1      | 0      | 14     | 0      |
| 2022/23                     | Dynamo Dresden       | Duitsland      | 3. Liga           | 4          | 0          | 0     | 0     | 2      | 0      | 6      | 0      |
| 2022/23                     | → SC Verl            | Duitsland      | 3. Liga           | 7          | 1          | 0     | 0     | –      | –      | 7      | 1      |
| Carrièretotaal              | Carrièretotaal       | Carrièretotaal | Carrièretotaal    | 83         | 18         | 0     | 0     | 3      | 0      | 86     | 18     |
| Bijgewerkt op 12 maart 2023 |                      |                |                   |            |            |       |       |        |        |        |        |